# Carl Hasch

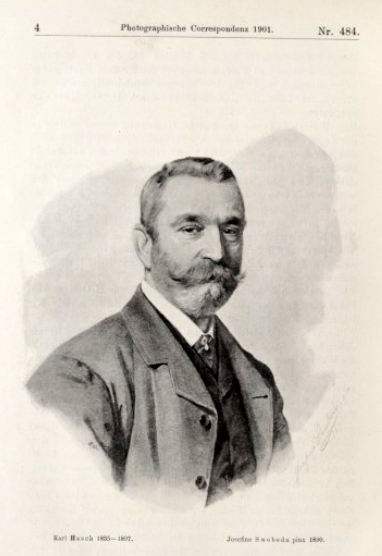
Carl Hasch, gemalt von Josefine Swoboda

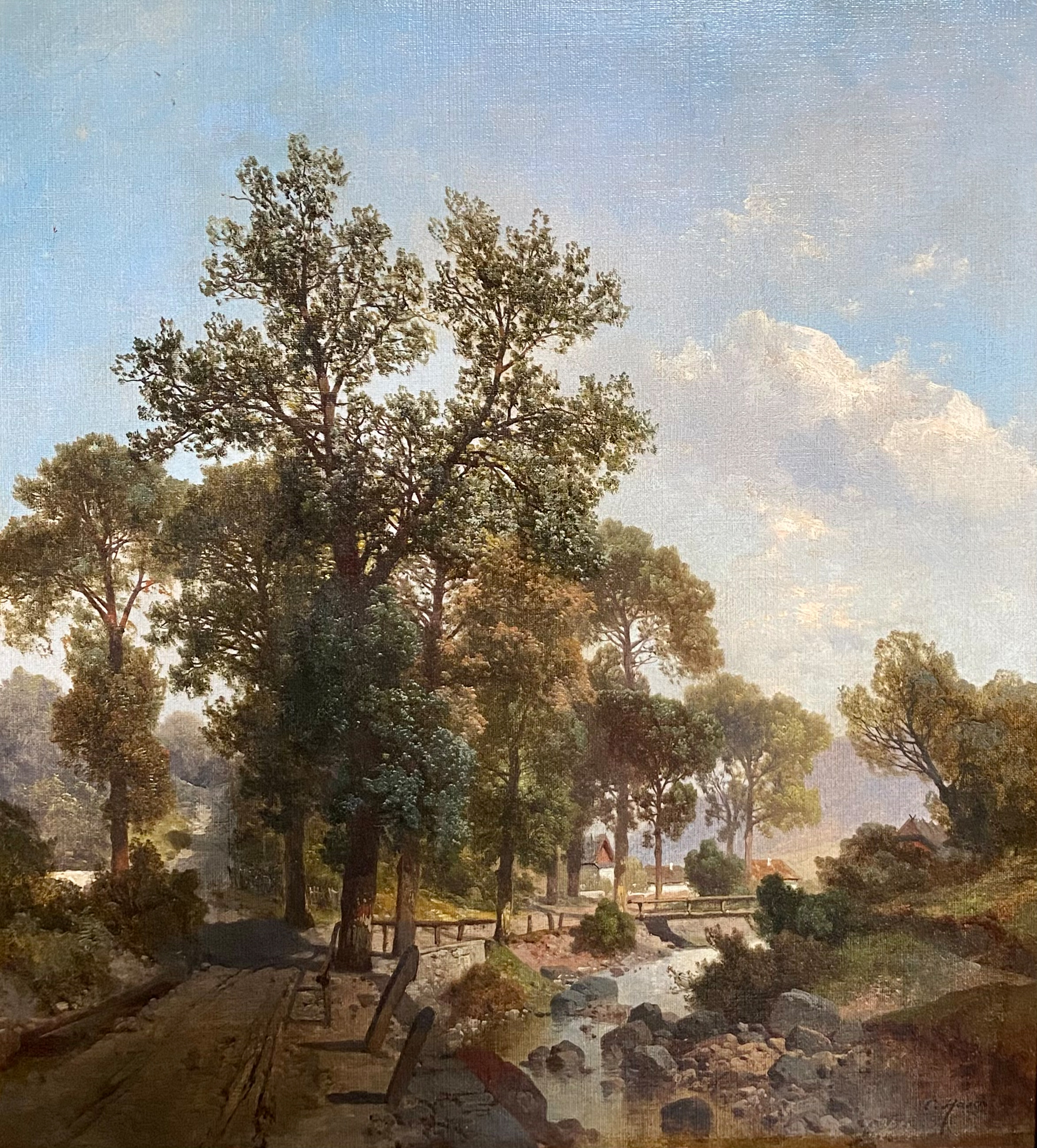
Sommerliche Landschaft

Carl Hasch, auch Karl Hauschwick (* 3. November 1836 in Wien; † 4. Jänner 1897 ebenda), war ein österreichischer Maler.

## Leben

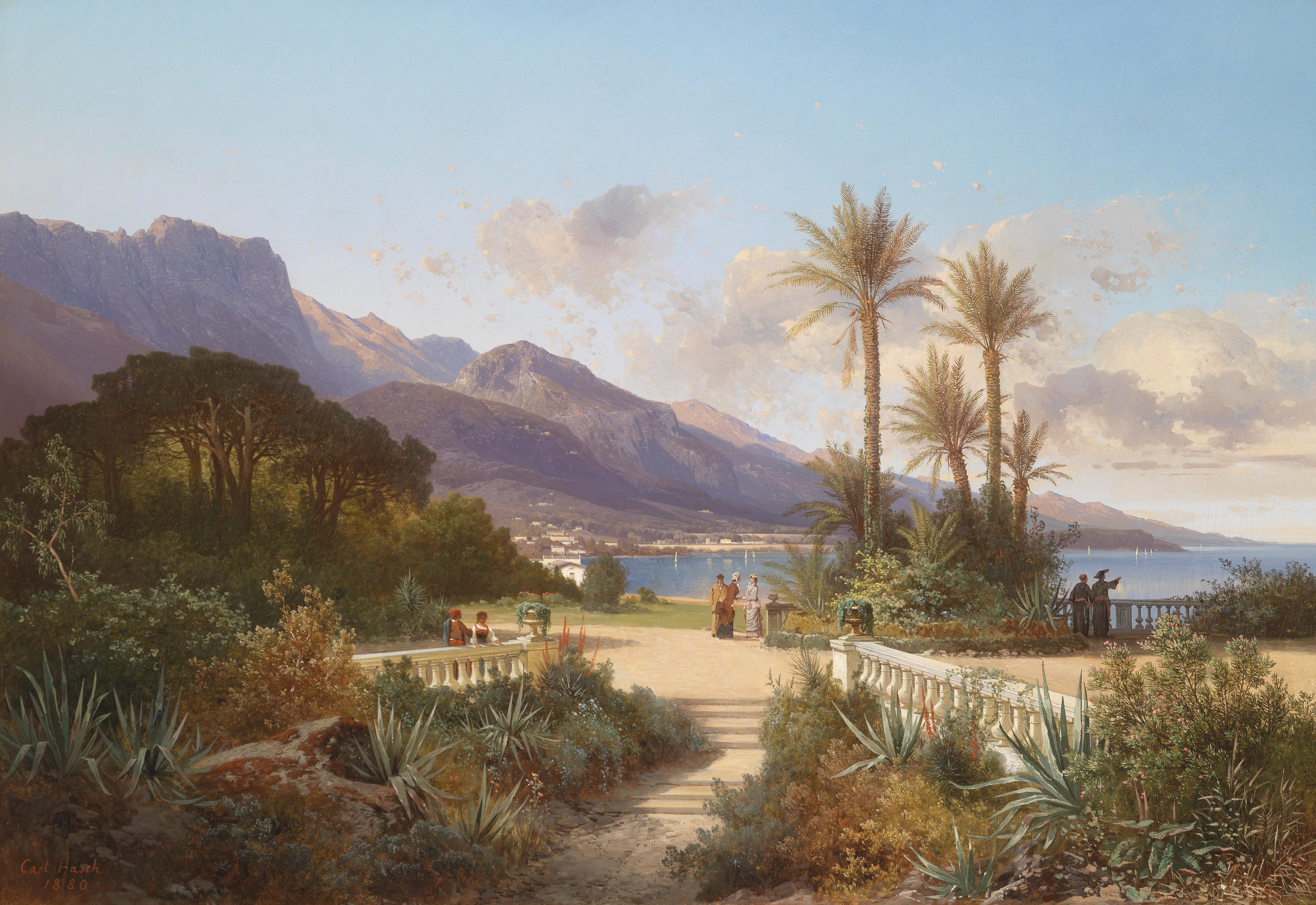
Motiv aus dem Süden (1880)

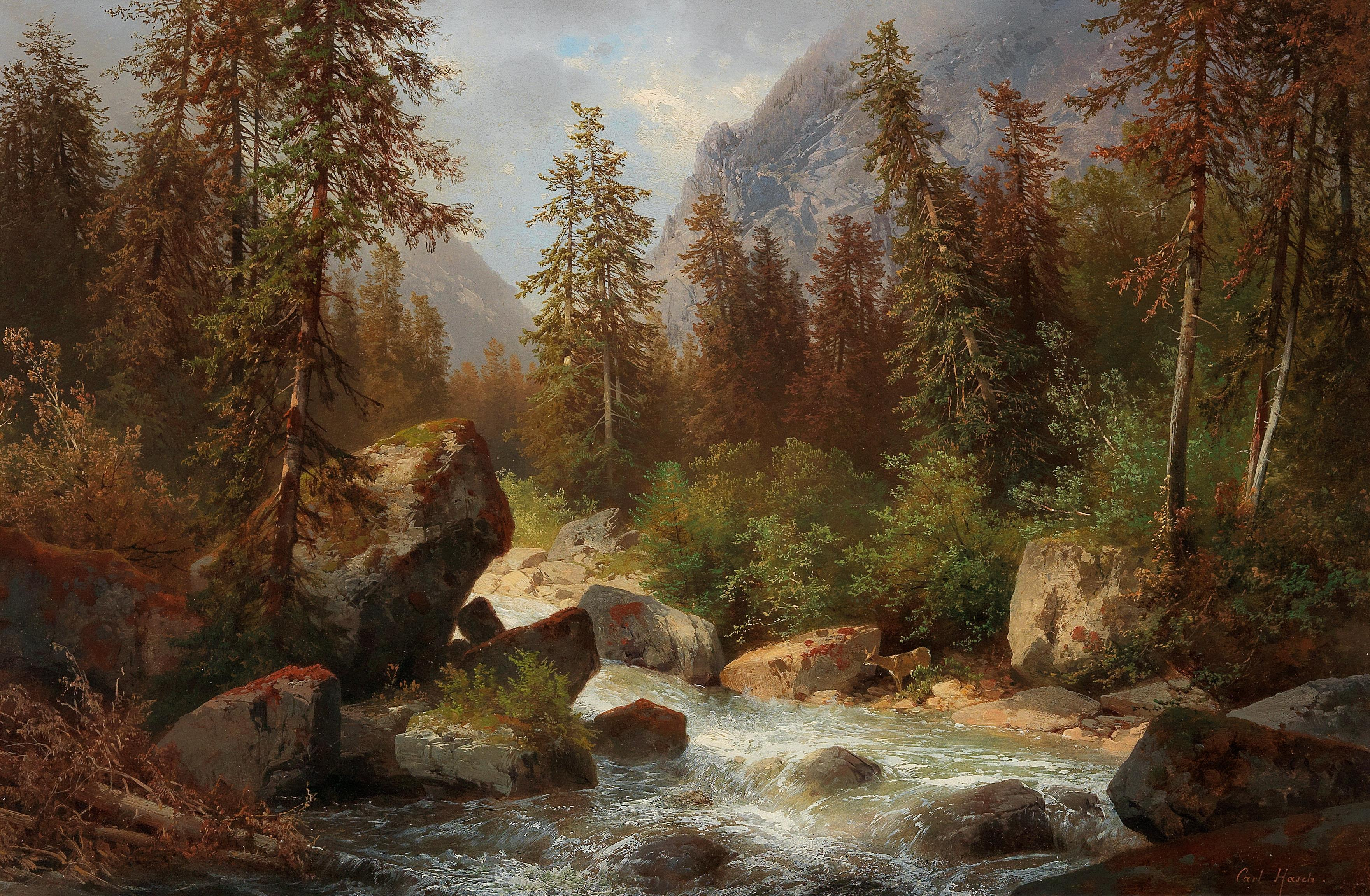
Partie am Waldbachstrupp bei Hallstatt

Hasch war der Sohn des Perlblasers Anton Hasch aus Wien-Fünfhaus. Ein Studium an der Wiener Akademie ist nicht nachgewiesen. Er bereiste die österreichischen Alpenländer, Italien, die Schweiz und Belgien. Er war Mitglied des Künstlerhauses ab 1872.
Hasch war vorwiegend Landschaftsmaler in der Nachfolge von Franz Steinfeld und wird der Malerei des Biedermeier zugerechnet. Zu seinen bevorzugten Motiven zählten abendliche Wald- und Felsenszenerien.